# Ferntree Creek National Park
Ferntree Creek National Park är en park i Australien. Den ligger i delstaten Queensland, omkring 96 kilometer norr om delstatshuvudstaden Brisbane.
Närmaste större samhälle är Nambour, nära Ferntree Creek National Park.
Omgivningarna runt Ferntree Creek National Park är en mosaik av jordbruksmark och naturlig växtlighet. Runt Ferntree Creek National Park är det tätbefolkat, med 735 invånare per kvadratkilometer. Genomsnittlig årsnederbörd är 1 778 millimeter. Den regnigaste månaden är januari, med i genomsnitt 345 mm nederbörd, och den torraste är september, med 40 mm nederbörd.